# کروشا (استان وارنا)
کروشا (به بلغاری: Krusha) یک منطقهٔ مسکونی در بلغارستان است که در شهرستان آورن واقع شده‌است.